# Comberanche-et-Épeluche
 Comberanche-et-Épeluche  (en occitano Combairencha e Espelucha) es una población y comuna francesa, situada en la región de Aquitania, departamento de Dordoña, en el distrito de Périgueux y cantón de Ribérac.

## Demografía
| 177 | 161 | 142 | 128 | 130 | 120 |
| Para los censos de 1962 a 1999 la población legal corresponde a la población sin duplicidades (Fuente: INSEE [Consultar]) |     |     |     |     |     |